# Падмавати (фильм)
«Падмавати» — индийская эпическая историческая мелодрама 2018 года режиссёра Санджая Лила Бхансали, который также написал музыку к фильму. Производством занималась компания Bhansali Productions, а дистрибуцией — Viacom 18 Motion Pictures. В фильме, основанном на эпической поэме «Падмават», написанной в середине XVI века Маликом Мухаммадом Джаяси, снимались Дипика Падуконе, Шахид Капур и Ранвир Сингх.
Фильм является одним из самых дорогих и самых кассовых в Индии (в пересчёте на доллары США — примерно 81 миллион).

## Сюжет
XIII век. Правитель княжества Мевар Ратан Сингх встречает принцессу Падмавати, когда она случайно ранит его во время охоты. С благословением их посещает брахман Рагхав Четан, он испытывает ум Падмавати хитрыми загадками. Ночью гость подсматривает за Падмавати и её мужем, за что по правилам должен быть казнен, но Падмавати ходатайствует за него и брахмана изгоняют. Напоследок он проклинает весь город, грозя им смертью, если у него не испросят прощения. 
В это же время Ала ад-Дин, военачальник в Дели, женится на дочери султана, а позже захватывает власть и становится султаном Дели (он убивает охрану султана руками Малика Кафура, слуги, которого ему в подарок привозит сам султан, и, который по аналогии с Александром Великим, становится его любовником, как Гефестион, а сам убивает султана собственноручно). В своем доме могущественный и хитроумный Ала ад-Дин Хильджи принимает путешествующего Четана, который ночью играет на флейте. Брахман, затаив обиду на произошедшее в Меваре, пророчествует, что султан завоюет весь мир как Александр Великий, если сможет завоевать одну женщину, описывая красоту и ум Падмавати. Опьяненный пророчеством, султан приглашает правителя Мевара с супругой в качестве гостей на свой день рождения, однако Ратан Сингх отвергает его приглашение. Султан объявляет ему войну и во главе войска движется к Читторгарху, столице Мевара.  
Город попадает в длительную осаду, союзники Мевара отказывают городу в помощи под страхом ссоры с султаном Дели, а припасов в городе остается лишь на несколько дней. Несмотря на это, в Меваре ярко отмечают Холи, праздник красок. Однако и в стане врагов свои сложности: солдаты Ала ад-Дина в отчаянии после ночной атаки огненными стрелами, а от недостатка воды в пустыне сгорают их припасы и палатки. Султану удаётся воодушевить своих людей пламенной речью, но вскоре он признает необходимость перемирия и предлагает личную встречу. Ратан Сингх ставит, на его собственный взгляд, невыполнимые для врага условия: возвращение армии в Дели и встречу в городе без оружия и личной охраны, однако Падмавати уверена, что все это хитрый план, ведь Ала ад-Дин провёл в пути и осаде более полугода, значит попросту не может отступить. Но внезапно Ала ад-Дин соглашается на любые условия, что приблизят его к встрече с Падмавати, которой он теперь попросту одержим. При встрече двух правителей Ала ад-Дин ведёт себя подозрительно: говорит, что наслышан о красоте столицы (в последний момент переводя речь на столицу, хотя говорил о Падмавати), во время шахматной игры так же упоминает королеву. Но когда он напрямую просит увидеть Падмавати, ему отказывают, обнажая оружие. Падмавати же соглашается на встречу, ведь так она может избежать войны и спасти жизни невинных людей. Хоть король и не в восторге от её решения, у него не удаётся Падмавати переубедить - султан видит её несколько секунд в солнечном свете, сокрытую за покрывалом и чашей дыма.  
В честь своего гостеприимства султан приглашает короля на трапезу в свой лагерь за пределами города и хоть Падмавати убеждает своего мужа не рисковать и не доверять султану, он не в силах отказаться, так как не хочет запятнать своё имя в трусости. Приглашение и правда оказывается ловушкой: Ала ад-Дин недоволен, что он не смог рассмотреть лица Падмавати, теперь его план - увезти короля Мевара в Дели, чтобы Падмавати последовала за ним.  
Королева-мать собирает всех женщин дворца и при них упрекает Падмавати в её красоте, ведь это из-за неё король теперь похищен. Она требует от Падмавати выполнить требования султана, но женщины заступаются за Падмавати, говоря, что честь Падмавати выше этого и что если город будет под угрозой, то они скорее кинутся в огонь, защищая своё достоинство, чем дозволят Падмавати покинуть дворец. Но сама Падмавати согласна отправиться в Дели, говоря, что даже боги спускаются с небес ради битвы с демонами, а она - всего лишь смертная, которая всего лишь покинет стены города. Падмавати выставляет собственные условия: с ней приедут 800 дам её свиты, в их покои будет закрыт проход мужчинам и сначала она встретится со своим освобождённым мужем, а лишь потом - с султаном. Ала ад-Дин принимает все её условия. Последнее требование Падмавати - она не откроет свое лицо, пока не получит голову брахмана Рагхава Четана. К ужасу брахмана, Ала ад-Дин принимает и это требование, присылая голову врага ей в подарок. Военачальники короля, прежде сомневающиеся в уме и хитрости Падмавати, теперь безоговорочно ей доверяют и клянутся во всём ей повиноваться. 
Племянник предыдущего султана, которого убил Ала ад-Дин, планирует захватить власть во время вечернего празднования - в султана выпускают отравленную стрелу и он находится без сознания. Заранее празднуя свою победу, он подходит к султану слишком близко, хвалится своей предприимчивостью, за что Ала ад-Дин тут же душит его. Падмавати прибывает вечером, но идти во дворец собирается во время утреннего намаза - когда вся стража и сам султану будут заняты. Встретить её вызывается Малик, но султан отказывается, предпочитая чтобы Падмавати встретила его жена Мехруниса, чтобы не видеть рядом с Падмавати ни одного мужчины. Мехруниса хочет помочь Падмавати и Ратану, предлагая им покинуть Дели через тайный ход, но Ратан прежде хочет увидеться с султаном. Видя Ала ад-Дина раненого и безоружного, он не может напасть на него, памятуя о собственном моральном кодексе, но обещает ему сойтись в битве после. Свита Падмавати, состоящая из 800 девушек, на деле оказывается привезенной армией, что вступает в бой с армией султана. В бою же погибает брат Падмавати, оставшийся прикрывать их отход. Король и королева покидают дворец через тайный ход. Разъяренный Ала ад-Дин приказывает бросить Мехрунису в подземелье за её предательство: в ответ императрица желает ему, чтобы сбылись все его мечты, кроме одной - мечты заполучить Падмавати.  
Ратан Сингх и Падмавати возвращаются в Читторгарху, где Падмавати прославляют как божество. Разъяренный султан собирает войско и выдвигается на город, собирая войско ещё больше. Он дает всего лишь одну ночь на выполнение своих условий, прежде чем город будет уничтожен. Воины Мевара собираются на войну. Падмавати обращается к супругу с последней просьбой - она желает получить право умереть в огне. Ала ад-Дин ждет под палящим солнцем весь день, ночь и до рассвета, не желая пропустить момент, как откроются ворота и он увидит Падмавати, но этого не происходит. Начинается бой, город атакуют новым оружием, огненными катапультами, обладающими разрушительным эффектом. Ратан Сингх прощается с Падмавати. Когда стены города рискуют обрушиться, он выезжает с султаном один на один. Ратану удается ранить и обезоружить султана, но за мгновение до решающего удара ему в спину выстреливают вражеские солдаты, нарушая все законы боя. Перед смертью король упрекает султана в нечестности, на что тот отвечает, что есть лишь одно правило - победить. Армии схлестываются в жестокой битве. 
В это время Падмавати собирает всех женщин во внутреннем храме города. Она говорит, что если их мужчины погибнут - то женщины не посрамят Читор; и если станут мучениками - то их врагам не удастся выиграть эту войну. Она приказывает разжечь священное пламя самосожжения, чтобы последовать за мужчинами, сохранить собственную честь и окончательно посрамить Ала ад-Дина, ведь те, кто хотят получить их тела, не получат даже их тени. Когда приносят весть о гибели короля - она приказывает закрыть ворота крепости. Султан мчится в разрушенный город, женщины разжигают священный огонь. Каждая из них принимает специальный яд. Ала ад-Дин врывается в город, где ему навстречу выходит множество женщин, которые бросают в него сетки с раскаленными углями и задерживают солдат стеной огня, пока последние женщины завершают ритуал, обходя кругами священный водоём. Падмавати несёт в своих руках плат со следами ладоней своего мужа, перед огнем её чествуют как богиню. Сотни женщин города устремляются вслед за Падмавати в священный огонь, пока Ала ад-Дин тщетно бежит по стенам города в попытке увидеть её. По сигналу оставшиеся снаружи женщины отходят во внутренний двор и запирают ворота, отсекая бессильного Ала ад-Дина в последнюю секунду. Ему так и не удалось увидеть её лицо. 

## В ролях
- Дипика Падуконе — Падмавати
- Шахид Капур — Ратан Сингх
- Ранвир Сингх — Ала ад-Дин Хильджи
- Адити Рао Хидари — Мехруниса
- Джим Сарбх[англ.] — Малик Кафур
- Раза Мурад[англ.] — Джалал ад-Дин Фируз-шах II
- Ануприя Гоенка[англ.] — Нагмати
- Уджвал Чопра[англ.] — Гора Сингх

## Производство

### Кастинг
«Падмавати» стал третьим фильмом режиссёра Санджая Лила Бхансали, в котором снялись актёры Дипика Падуконе и Ранвир Сингх. На роль Ратана Сингха в итоге был утверждён Шахид Капур, которому для неё пришлось выдержать строгую подготовку и последующую 40-дневную диету. 
Ранвиру Сингху, сыгравшему роль главного антагониста фильма (первый отрицательный персонаж в его фильмографии), также пришлось интенсивно набирать соответствующую физическую форму, занимаясь спортом два раза в день и шесть дней в неделю. Он также читал книги об Ала ад-Дине, переданные ему режиссёром. Роль султана настолько повлияла на личность и поведение Сингха, что он вынужден был обратиться к психиатру, чтобы вернуться к нормальной жизни.

## Саундтрек
До первоначального релиза были выпущены только две песни: в октябре 2017 года выпущена песня «Ghoomar», названная в честь танца, клип на который был снят годом ранее, затем «Ek Dil Ek Jaan». Остальные песни были выпущены в январе за четыре дня до релиза, в то время как клип на последнюю песню был снят в ноябре 2017 года.
| №  | Название         | Исполнители               | Длительность |
| -- | ---------------- | ------------------------- | ------------ |
| 1. | «Ghoomar»        | Шрея Гхошал, Сваруп Хан   | 4:42         |
| 2. | «Ek Dil Ek Jaan» | Шивам Патхак, Мика Сингх  | 3:40         |
| 3. | «Khalibali»      | Шивам Патхак, Шайл Хада   | 4:19         |
| 4. | «Nainowale Ne»   | Нити Мохан, Неха Каккар   | 2:55         |
| 5. | «Holi»           | Рича Шарма, Шайл Хада     | 2:56         |
| 6. | «Binte Dil»      | Ариджит Сингх, Накаш Азиз |              |

## Критика
Фильм получил смешанные отзывы. Критики похвалили визуальные эффекты, кинематографию и игру Ранвира Сингха в роли Ала ад-Дина Хильджи, но критиковали его сюжет, длину и приверженность регрессивным патриархальным нравам. Критикам также не понравилось изображение Хильджи как стереотипного злого мусульманского правителя и Ратана Сингха как праведного индуистского правителя.

## Награды и номинации
| Награды                 | Награды                                | Награды                                     | Награды |
| Награда                 | Категория                              | Лауреат                                     | Ссылка  |
| ----------------------- | -------------------------------------- | ------------------------------------------- | ------- |
| Национальная кинопремия | Лучший мужской закадровый вокал        | Ариджит Сингх («Binte Dil»)                 | [ 16 ]  |
| Национальная кинопремия | Лучшая хореография                     | Крути Махеш Мадья и Джоти Томар («Ghoomar») | [ 16 ]  |
| Filmfare Awards         | Лучшая музыка                          | Санджай Лила Бхансали                       | [ 17 ]  |
| Filmfare Awards         | Лучший женский закадровый вокал        | Шрея Гхошал («Ghoomar»)                     | [ 17 ]  |
| Filmfare Awards         | Лучшая мужская роль по мнению критиков | Ранвир Сингх                                | [ 17 ]  |
| Filmfare Awards         | Лучшая хореография                     | Крути Махеш Мадья и Джоти Томар («Ghoomar») | [ 17 ]  |